# Agnes Block
Agnes Block, també coneguda com a Agneta Block, (Emmerich am Rhein, 29 d'octubre de 1629 - Amsterdam, 20 d'abril de 1704) fou una mennonita neerlandesa, col·leccionista d'art i horticultora. És coneguda com a recopiladora d'una sèrie d'àlbums amb pintures de flors i insectes de dibuixants famosos que van treballar per a ella.

## Vida i obra

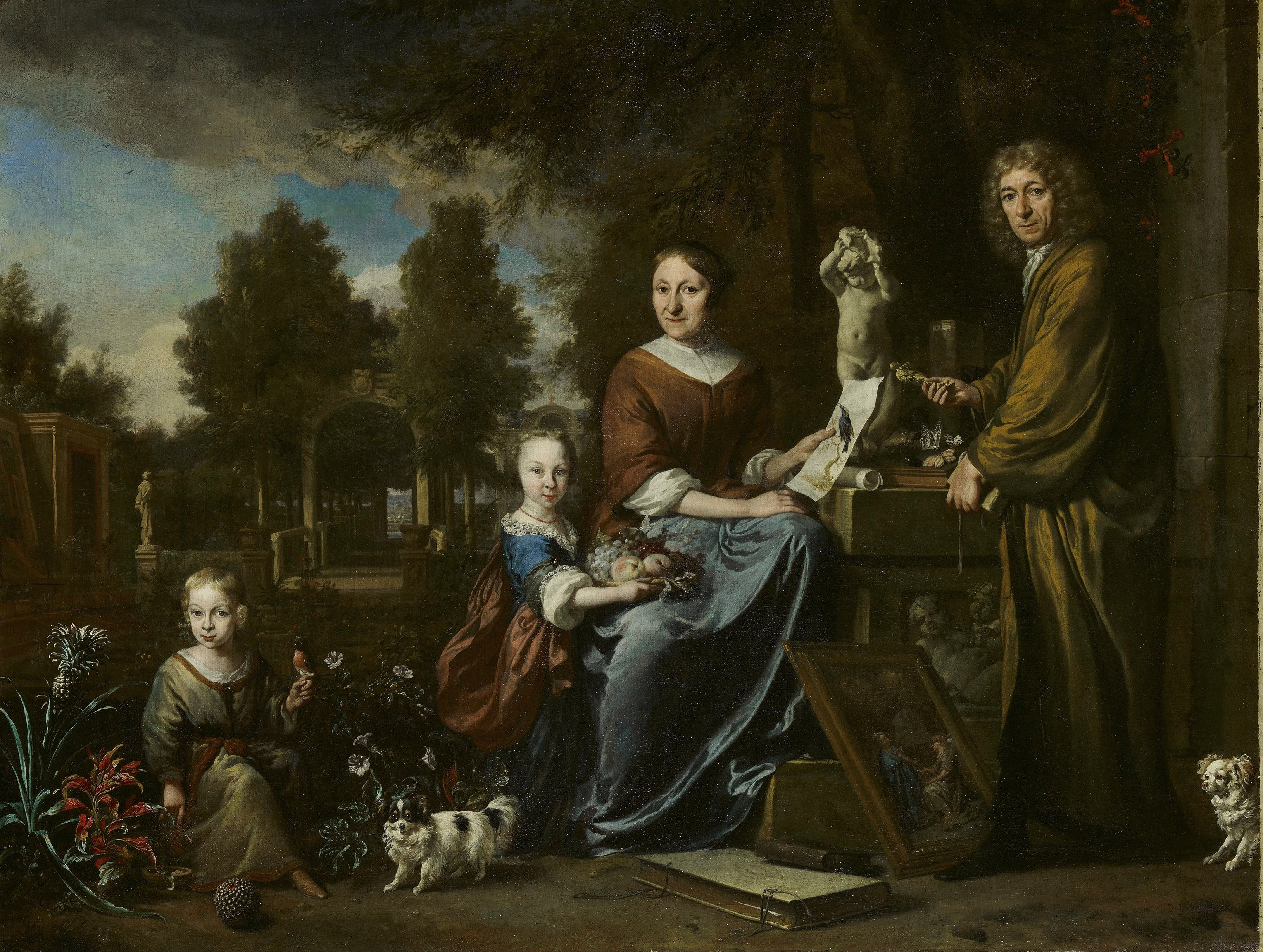
Agnes Block i el seu jardí «Flora Batava» a Vijverhof.

Agneta Block era la filla d'un pròsper mercader tèxtil mennonita. Es va casar a Amsterdam el 1649 amb Hans de Wolff (1613-1670), un mercader de la seda, i després d'enviduar, el 1674 va tornar a casar-se amb Sijbrand de Flines (1623-1697). A Amsterdam, residia a Herengracht, a la vora d'on vivia el cèlebre poeta i dramaturg Joost van den Vondel (1587-1679), qui es va convertir en un visitant habitual de casa seva.
Vondel s'havia casat amb Mayken de Wolff, germana del pare del primer marit d'Agnes, i acostumava a dinar a casa de Block els divendres. Probablement va ser una de les seves influències més grans.

### Vijverhof

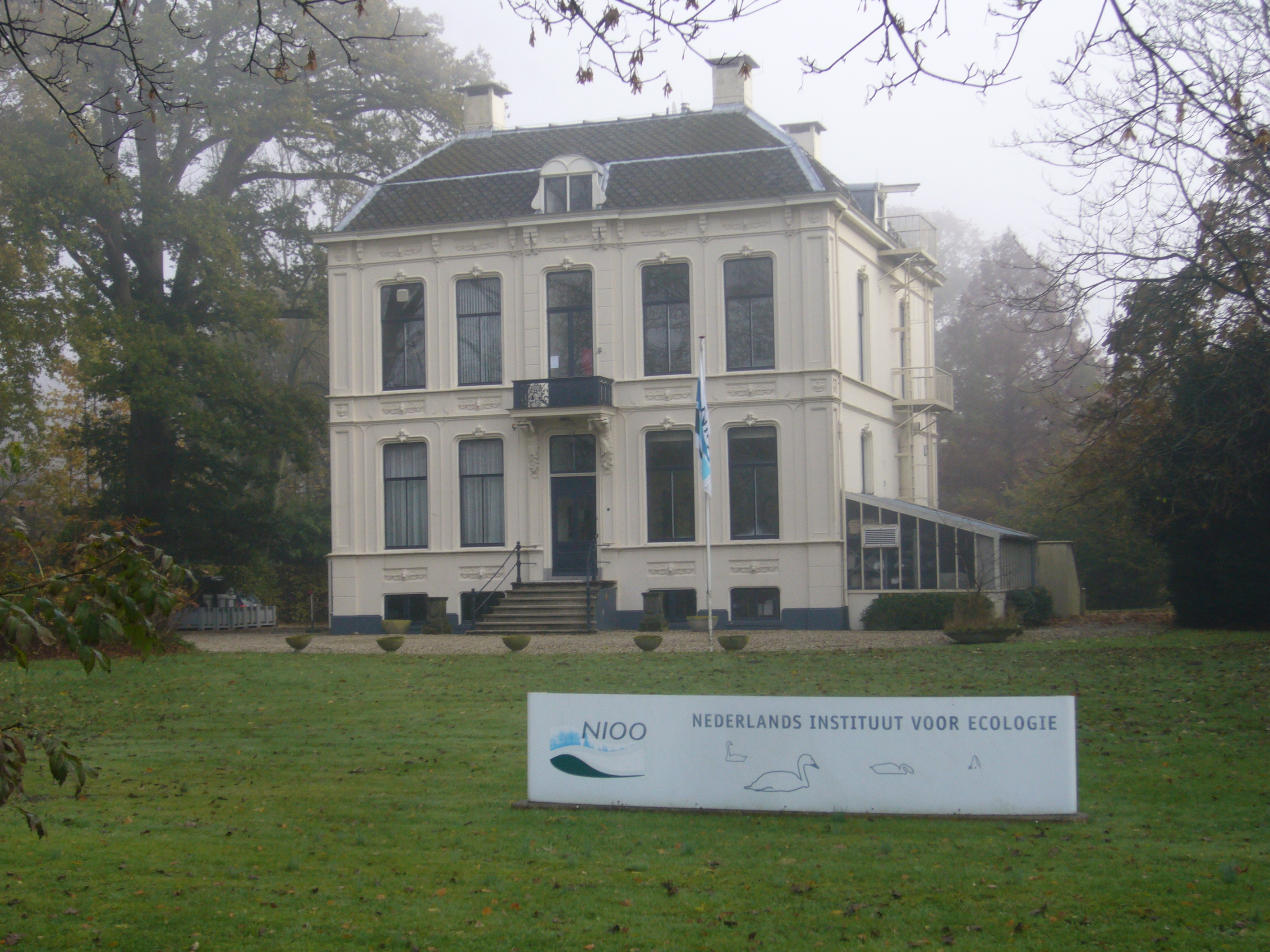
Vijverhof, a l'actualitat seu de l'Institut Neerlandès d'Ecologia

Després de la mort del seu primer marit, Agneta va comprar una propietat de camp al costat del riu Vecht a Loenen, i la va decorar amb una gran col·lecció de curiositats, incloent els jardins, on es conreaven plantes exòtiques. Gaudia dibuixant i pintant amb aquarel·la, i els curiosos motius presents en el seu jardí li permetien cultivar aquesta afecció -de fet, està registrada per l'Institut Holandès d'Història de l'Art com a artista plàstica i pintora, encara que no ha sobreviscut cap dels seus treballs-. Block contractava artistes que treballaven per embellir els seus àlbums. Desgraciadament, la seva col·lecció i el jardí no han sobreviscut, però recerques posteriors han localitzat moltes de les pàgines originals dels seus tres àlbums en col·leccions posteriors.
Alida Withoos era -amb el seu germà Pieter Withoos- un dels nombrosos artistes d'Hoorn que van pintar plantes mentre residien a Vijverhof. El fillastre d'Agnes Block era propietari d'una casa d'estiu a Purmerend, a prop de Hoorn. Altres pintors d'Hoorn eren Johannes Bronkhorst, Herman Henstenburgh, i un amic del pare d'Alida, Otto Marseus van Schrieck.
Pintors d'altres ciutats que van viure a Vijverhof i van fer contribucions als àlbums de Block van ser Maria Sibylla Merian, la seva filla Johanna Helena Herolts-Graff, Pieter Holsteyn II, Nicolaas Juweel, Jan Moninckx, Maria Moninckx, Herman Saftleven, Rochus van Veen, Marino Benaglia Venetiano, i Nicolaes de Vree. Agnes Block mantenia correspondència regular amb altres horticultors com Jan Commelin.